# 134 î.Hr.

## Nașteri
- dată necunoscută: Mitridates al VI-lea  (d. 63 î.Hr.)